# FTP Voyager
FTP Voyager ist ein FTP-Client für das Betriebssystem Windows. FTP Voyager wird von Mark P. Peterson entwickelt und im deutschsprachigen Raum von kapper.net übersetzt und verlegt.
Seit 1997 existiert FTP Voyager als einer der ersten graphischen FTP-Clients für Windows. Mark Peterson, der Erfinder der Software, kommt aus der Modemschmiede U.S. Robotics und erkannte früh den Wert graphischer Datentransfertools und entwickelte aus diesem Grund diese Software. Im Laufe der Jahre entwickelte sich ein ursprünglich noch rudimentärer FTP-Client zum Standard für viele FTP-Anwendungen. Nach Herstellerangaben ist FTP Voyager der einzige Client, der jeden FTP-Server-Dialekt versteht, was bei der bestehenden Zahl von mehreren tausend verschiedener Dialekte kein immer einfaches Unterfangen ist.
Neben den Grundfunktionen bietet FTP Voyager heute die vollverschlüsselte Datenübertragung über SSL-FTP (auch FTP-TLS/FTPS) oder SSH File Transfer Protocol, dazu außergewöhnliche Synchronisationsmöglichkeiten zwischen Client und Server und Zeitplanfunktionen zum gesteuerten Ausführen verschiedener Datentransfers.
Eine besondere Funktion dieses FTP-Client ist die sogenannte Synchrone-Navigation, eine patentierte Navigation, welche automatisch beim Wechsel eines Verzeichnisses im Server-Fenster auch im Client-Fenster das gleichlautende Verzeichnis anwählt und umgekehrt. Ein Feature, das Webdesigner besonders schätzen.
Gemeinsam mit dem Schwesterprodukt Serv-U bietet der FTP Voyager eine einfache Kommunikationsplattform für firmeninterne Dateiübertragungen ebenso wie für den Austausch sensibler Daten zwischen Unternehmen, Mitarbeitern, Filialen und viele weitere Anwendungen.